# TF-4
La TF-4 aussi appelé Autovía de Penetración Sur est une autoroute qui pénètre la ville de Santa Cruz de Tenerife par le sud depuis la TF-1.
D'une longueur de 7 km environ, elle relie la TF-1 (Santa Cruz de Tenerife - Adeje) au port de Santa Cruz de Tenerife jusqu'au prolongement de la TF-11.
Elle dessert tout le sud de l'agglomération de Santa Cruz de Tenerife en connectant la TF-1 à la zone industrielle du port de Santa Cruz de Tenerife.

## Tracé
- Elle débute au sud de Santa Cruz de Tenerife au niveau de Hoya Fria où elle se détache de la TF-1 qui relie la capitale de l'île à Adeje.
- Elle dessert le port de Santa Cruz de Tenerife et sa zone industrielle jusqu'à prolonger l'Avenue de la Constitution.